# Айявари
Айявари, айяважи или айявали, на Западе принято написание англ. Ayyavazhi, там. அய்யாவழி — «путь отца» — религиозное дхармическое течение, возникшее в XIX веке и распространённое в Южной Индии, в основном среди тамилов и близкородственных им народов. В Индии, как правило, рассматривается как секта внутри индуизма, однако отличается от индуизма упрощёнными ритуалами, гораздо более скромным убранством храмов, в которых не обязательны даже изображения богов, и иными представлениями о силе богов после наступления Кали-юги.
Количество сторонников айявари, по разным оценкам, колеблется от 1 до 8 миллионов.